# Jacaré (apresentador)
Vanilton Alves Pereira, mais conhecido como Jacaré (Carapicuíba, 10 de outubro de 1962 - Osasco, 26 de junho de 2010), foi um apresentador de televisão brasileiro conhecido por ter apresentado o Programa do Jacaré na RedeTV!, TV Diário e na NGT.

## Biografia
Caçula de 11 irmãos, Jacaré foi feirante e office-boy. Trabalhava como vendedor em uma loja de informática quando foi procurado por um canal de televendas, em São Paulo, para apresentar os produtos da empresa. O estilo atrapalhado de seu personagem e a semelhança com o apresentador Ratinho proporcionaram-lhe convites para apresentar um programa na televisão. Pouco depois, trabalhou como animador de um programa de circuito interno no terminal rodoviário de Carapicuíba, foi quando ganhou o apelido de "Jacaré" pelo hábito de referir-se deste modo às outras pessoas.
Começou a carreira de apresentador de televisão trabalhando na extinta UniTV, canal 48 UHF de São Paulo, atual NGT. Em seguida, transferiu-se para o Canal 21, onde apresentava um programa musical com estilo brega. Sua atuação chamou a atenção da diretora artística Marlene Mattos, que, em 2004, tentou levá-lo para a Rede Bandeirantes. Jacaré, porém, assinou contrato com a RedeTV!.
Na emissora, apresentou o programa policial Repórter Cidadão após a saída de Gil Gomes. Logo passou a ter programa próprio: o Programa do Jacaré, exibido inicialmente às 6 horas da manhã. Após breve período fora do ar, o programa reestreou em 2006, sendo apresentado aos domingos.
Ao deixar a Rede TV!, seu programa foi transferido para a TV Diário de Fortaleza, onde estreou em 2007. Mais tarde, retornou à NGT, onde apresentava o Programa do Jacaré, exibido de segunda a sexta-feira, às 19h, para São Paulo e com exibição nacional nas tardes de segunda-feira. 
Jacaré faleceu na madrugada de 26 de junho de 2010 no Hospital Antônio Giglio, em Osasco, aos 47 anos, vítima de um infarto agudo do miocárdio. Foi enterrado no Cemitério Municipal de Barueri.